# Turniej o Brązowy Kask 2002
Turniej o Brązowy Kask 2002 – zawody żużlowe, organizowane przez Polski Związek Motorowy dla zawodników do 19. roku życia. W sezonie 2002 rozegrano dwa turnieje półfinałowe oraz finał.

## Finał
- 4 sierpnia 2002 r. (niedziela), Tarnów

| Msc. | Zawodnik                 | Klub              | Pkt  |             |  |
| ---- | ------------------------ | ----------------- | ---- | ----------- |  |
| 1    | Robert Umiński           | Polonia Bydgoszcz | 13   | (2,3,3,3,2) |  |
| 2    | Norbert Kościuch         | Unia Leszno       | 11   | (3,2,2,2,2) |  |
| 3    | Krzysztof Kasprzak       | Unia Leszno       | 10+3 | (3,2,1,3,1) |  |
| 4    | Paweł Hlib               | Stal Gorzów Wlkp. | 10+2 | (0,3,2,2,3) |  |
| 5    | Piotr Świderski          | Kolejarz Rawicz   | 10+d | (3,3,1,3,0) |  |
| 6    | Marcin Rempała           | Unia Tarnów       | 10+w | (2,3,3,2,w) |  |
| 7    | Mirosław Jabłoński       | Start Gniezno     | 9    | (1,1,3,1,3) |  |
| 8    | Adrian Miedziński        | Apator Toruń      | 9    | (3,1,2,1,2) |  |
| 9    | Marek Cieślewicz         | Wybrzeże Gdańsk   | 8    | (1,2,d,3,2) |  |
| 10   | Robert Miśkowiak         | Polonia Piła      | 8    | (2,2,1,w,3) |  |
| 11   | Daniel Jeleniewski       | TŻ Lublin         | 7    | (0,1,3,0,3) |  |
| 12   | Michał Szczepaniak       | Polonia Piła      | 6    | (2,0,2,1,1) |  |
| 13   | Dawid Paszko             | Apator Toruń      | 3    | (1,0,1,1,0) |  |
| 14   | Zbigniew Suchecki        | Stal Gorzów Wlkp. | 2    | (d,0,0,2,0) |  |
| 15   | Łukasz Nowak             | Polonia Piła      | 2    | (1,w,0,0,1) |  |
| 16   | Jakub Śpiewanek          | Stal Gorzów Wlkp. | 2    | (d,1,0,0,1) |  |
|      | rez. Łukasz Stanisławski | Polonia Bydgoszcz | ns   |             |  |
|      | rez. Marcin Nowaczyk     | Kolejarz Rawicz   | ns   |             |  |